# Зима-чарівниця (повість-казка)
Зима-чарівниця (швед. Trollvinter) — п'ята в серії книг Туве Янссон про Мумі-тролів, видана 1957 року. Мумі-троль у цій історії часто самотній, нещасний, ображений, злий чи наляканий — результат вимушеного виживання в зимовому світі, у якому головний персонаж почувається чужим.  

## Загальний огляд
Українською мовою твір переклала Наталя Іваничук.У цій книзі Янссон використовує темніший, інтроспективний тон розповіді, порівняно з попередніми та наступними книжками серії (хоча твори "Тато і море" і "Наприкінці листопада" теж побудовані на глибокому аналізі внутрішнього світу персонажів). Зберігаючи чарівність попередніх романів, історія містить глибше дослідження характеру Мумі-троля, ніж раніше. Сюжет «Зими-чарівниці» формує адаптовані епізоди 22, 23 та 37 телесеріалу 1990 року. У творі також порушено "недитячі теми", серед них: смерть, відчуження, боротьба за виживання тощо. Загалом авторка показує зиму як важливий період дорослішання Мумі-троля, частину його шляху до самоідентифікації. Окрім цього, малюк навчається ухвалювати самостійні рішення і відчувати відповідальність за свої вчинки. 

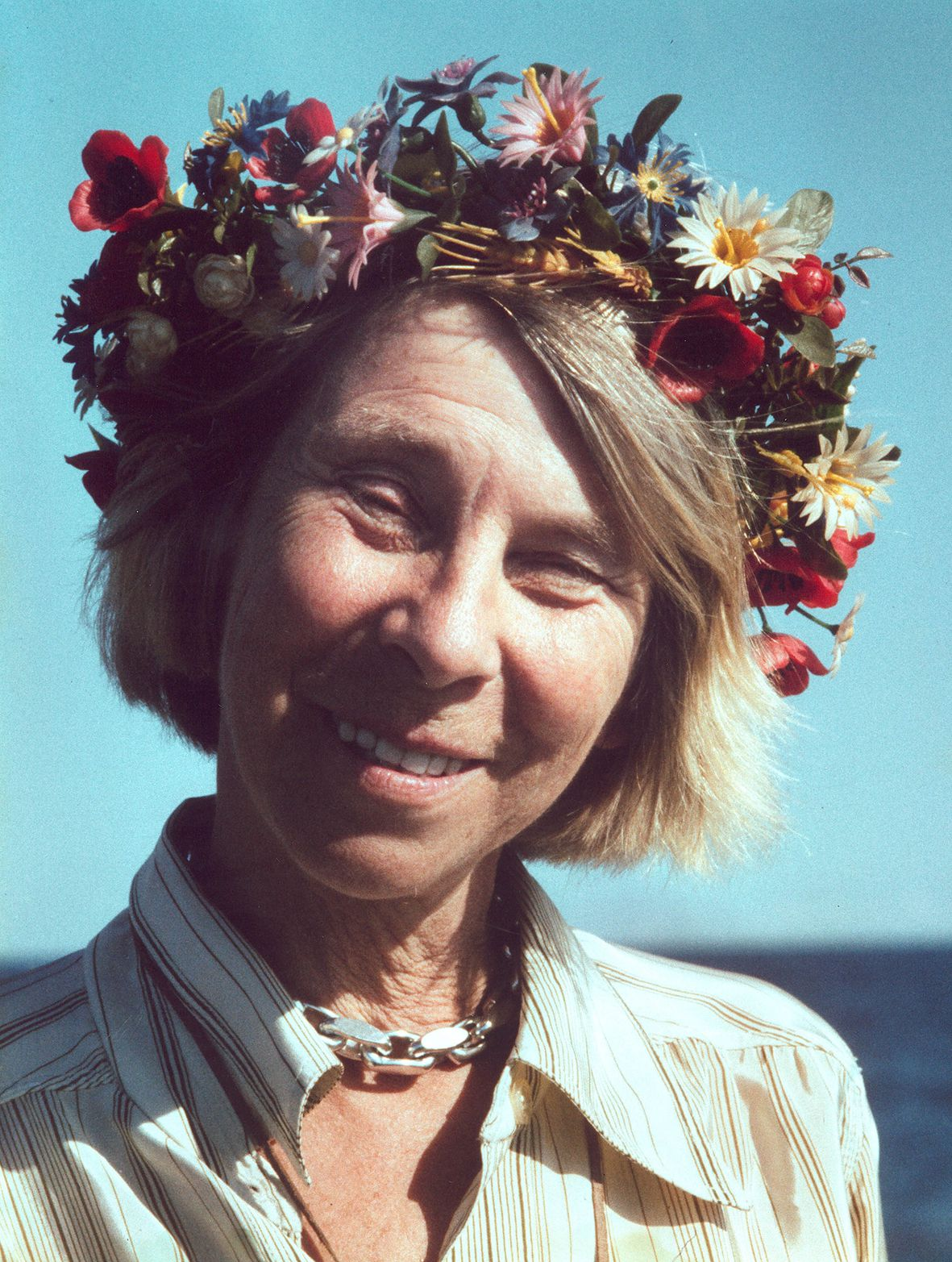
Туве Янссон. У вінку.

## Список ключових персонажів
| Персонаж     | Стисла характеристика |
| ------------ | --- |
| Вітрогонка   | Мудра істота, трішки чарівниця, яка добре знає таємниці зими. Допомагає Мумі-тролеві вижити в холодному світі. Мешкає в купальні Мумі-родини. |
| Маленька Мю  | Крихітна подруга Мумі-троля, яка обожнює пригоди та ризики. Завжди життєрадісна, трішечки зверхня та егоїстична, але з нею ніколи не буває нудно. |
| Білченя      | Самотній малюк, у якого слабка пам'ять. Неуважний, розсіяний, він не послухав поради мудрої Туу-тіккі, яка просила його сховатися в дуплі, щоб урятуватися від смерті. Тому стає жертвою Великої Холоднечі.                                                             |
| Мишки        | Невидимі помічниці Вітрогонки, доброзичливо ставляться до Мумі-троля. |
| Мара         | Самотня бридка істота, яка заморожує все, чого торкається. Інші персонажі її панічно бояться, вважаючи злою, але насправді вона такою не є. |
| Крижана Пані | "Земне втілення" Великої Холоднечі. Дуже гарна жінка, але є смертельною загрозою для всіх живих істот. |
| Гемуль       | Фанат лижного спорту, який, як і Маленька Мю, обожнює пригоди й викрутаси. Його не люблять, бо створює дуже багато галасу, заважає іншим жити спокійно. |
| Песик Бідась | Сором'язливий і самотній цуцик, який щиро вважає вовків своїми родичами. Проте вовки нападають на нього. Гемуль рятує Бідася, вони стають друзями. |
| Мумі-мама    | Мама Мумі-троля. Мудра, спокійна й доброзичлива. Виліковує сина, який застудився після того, як урятував Маленьку Мю. Дружить із Вітрогонкою. |
| Мумі-троль   | Головний персонаж твору. Малюк із сильними духовними якостями: доброзичливий, сміливий, чесний. Однак йому бракує життєвого досвіду, тому зима змушує Мумі-троля часто почуватися самотнім чи наляканим. Наприкінці троль розгадує таємницю зими й перестає її боятися. |

## Зміст

### Розділ перший. ЗаснІжена вітальня
Поки інші представники Мумі-родини (Мумі-мама, Мумі-тато, а також Хропся) перебувають у глибокій зимовій сплячці, Мумі-троль розуміє, що не спить і вже не може заснути знову. Майже одразу Мумі-троль відчуває страх самотності й відчуженості, адже Мама не може прокинутися, хоч він її просить про це: "ЇЇ (Мумі-мами) сни про літо стали, щоправда, трохи тривожними, але пробудитися вона не змогла". Тоді Мумі-троль згадує про листа від Нюхмумрика: "Хай тобі сняться солодкі сни! І не сумуй! Першого теплого весняного дня зустрінемося знову. Чекай мене, разом будуватимемо загату". Головний персонаж прагне знайти Нюхмумрика, щоб не бути таким самотнім, хоч і розуміє складність реалізації такої ідеї: "Надокучило все, подамся на південь шукати Нюхмумрика". Водночас Мумі-троль помічає, що в будинку його Родини мешкає якась загадкова істота.   
"Отак Мумі-троль опинився у новому для себе, небезпечному світі, ще й до того вперше в житті вгруз у снігову кучугуру". Персонаж прямує до річки, однак бачить, що вона тепер чорна і непривітна. Після цього в історії вперше з'являється образ смерті: Мумі-троль, побачивши жасминовий кущ, який перетворився взимку на плетиво сухих гілок, вирішує, що "жасмин помер, увесь світ помер". Але персонаж хоробро продовжує йти в напрямку Самотніх Гір, бо відчуває прагнення відшукати друга — Нюхмумрика.   

### Розділ другий. Зачарована купальня
Письменниця знайомить читача з Білченям, яке постійно все забуває: що шукає, де мешкає, з ким спілкувалося тощо. Шукаючи нову "підстілку" для свого помешкання, Білченя випадково розбудило Маленьку Мю (подругу Мумі-троля). Розлючена Мю проганяє незваного гостя, але засинати знову вже не хоче: крихітку цікавить знайомство із зимою. Тим часом Білченя загубилося в лісі. Забудькуватість і розсіяність у майбутньому зіграють із цим персонажем злий жарт.   
А Мумі-троль нарешті розуміє, що в умовах постійного холоду та голоду йому не знайти Нюхмумрика, тож вирішує повернутися додому. Повертаючись, він помічає маленькі сліди в лісі, а незабаром бачить магічну свічку, біля якої сидить Туу-Тіккі (Туу-Ліккі) (або Вітрогонка). Загалом у творі Туу-Тіккі виконує роль мудрої порадниці Мумі-троля, допомагаючи малюку краще зрозуміти зимовий світ.   
Удвох вони прямують до родинної купальні, яка взимку належить Вітрогонці та її невидимим мишкам-помічницям. Мумі-троль нарешті насолоджується затишком і теплом, мишки пригощають його юшкою. Малюк намагається розпитати Вітрогонку про таємниці зимового часопростору, однак та відповідає неохоче: "Не про все годиться випитувати". Мумі-тролеві додає хоробрості думка про те, що в шафі, яка розташована в кутку купальні, досі має висіти його старий купальний халат (як доказ, що є певні речі, котрих зима не може змінити чи знищити). Вітрогонка, проте, чомусь забороняє малюку відчиняти дверцята шафи. Трохи подумавши, Мумі-троль розуміє, що переночувати хоче вдома, біля своєї сім'ї, але дякує Вітрогонці за юшку. Удома персонаж знову відчуває самотність: "Я тут уже чужий. І не лише тут. Не знаю, що відбувається насправді, а що — у снах".   

### Розділ третій. Велика Холоднеча
Малюк усвідомлює, що мусить навчитися виживати у світі, де нема сонця, дні якісь сірі, а земля постійно вкрита товстою ковдрою снігу. Водночас Мумі-троль помічає, що в його помешканні зникло чимало речей. ВІн хоче запитати Вітрогонку про можливі причини цієї халепи, але чарівниця натомість співає про прихід Великої Холоднечі, а потім заявляє, що навколо Мумі-троля "надто багато речей", тому нема нічого страшного в тому, що хтось їх краде. Ображений троль починає співати про літо, адже йому вже набридла холодна й жорстока зима. Одразу після цього його збиває з ніг Маленька Мю, що використовує срібну тацю Мумі-родини замість санчат. З'ясовується, що інші речі Мумі-троля також забрала саме Мю. Мумі-троль не сердиться на крихітку, адже нарешті має можливість спілкуватися з добре знайомою істотою, тому тепер не почувається таким самотнім.  
Вітрогонка обливає водою з річки снігового коня, який, згідно з її словами, має "помчати геть і ніколи більше не повернутися", коли настане Велика Холоднеча. Господиня купальні попереджає своїх помічниць, Мумі-троля, білченя та Маленьку Мю, щоб залишалися вдома, коли настане Холоднеча, якщо не хочуть замерзнути. Мумі-троль, однак, вирішує перечекати біду в купальні (у компанії Вітрогонки, її помічниць і Мю). Білченя забуває про застереження.  

Незабаром з'являється Велика Холоднеча в образі неймовірно гарної Крижаної Пані. Краса її, проте, приховує потужну загрозу. Крижана Пані оминула купальню, у якій друзі успішно встигли заховатися, але зустрілася з Білченям, яке забуло, що треба сидіти вдома. Погляд і дотик красуні вбивають Білченя, тобто у творі вдруге помічаємо мотив смерті. Друзі намагаються врятувати нещасного, але вже пізно.  
Крижана Пані схилила своє вродливе обличчя над білченям і знічев’я почухала його за вушком. А воно заворожено дивилося на неї, просто у холодні блакитні очі Пані. Крижана красуня усміхнулася і пішла далі. А бідолашне білченя залишилося лежати догори лапками, застигле й скоцюрблене. 
Мумі-троль хоче поховати Білченя, тому питає в Мами, яка продовжує спати, де можна знайти жалобні стрічки. Мумі-мама не прокидається, але все-таки відповідає сину. Материнська любов на мить долає полон глибокого зимового сну. Знайшовши стрічки, Мумі-троль сперечається з Мю: дорікає їй, що вона не сумує через загибель Білченяти, а Мю відповідає, що смуток живих уже не допоможе мертвому. Мю також хоче пошити собі теплу муфту з хвоста загиблого, але Мумі-троль не дозволяє. Вітрогонка з філософським спокоєм дивиться на їхню суперечку, хоча їй теж шкода Білченяти. Усе завершується несподівано: оживає сніговий кінь і біжить кудись із Білченям на спині, тож Мумі-тролеві так і не вдається завершити поховання. Малюк прикро вражений тим, що сталося, але мудра Туу-Тіккі каже, що насправді все не так погано, як йому здається.  

### Розділ четвертий. Таємничі істоти
Минуло кілька днів. Вітрогонка планує розпалити величезне ритуальне вогнище, щоб закликати сонце повернутися. Друзі проводять обряд уночі, до них приєднуються таємничі зимові істоти. Серед них було й звірятко, що мешкало під посудним столиком Мумі-родини. Мумі-троль намагається познайомитися, проте істота відповідає чужою мовою, а потім іде геть. За якийсь час на ритуальне вогнище зненацька сідає холодна й похмура Мара, повністю загасивши його. Вітрогонка пояснює тролю, що самотня Мара, якої всі панічно бояться, просто хотіла погрітися, але все тепле одразу замерзає від її дотику.   
Вітрогонка глянула на нього своїми спокійними блакитними очима. Але Мумі-троль не був певний, чи бачила вона його насправді. Вона вдивлялася у свій зимовий світ, який, доки сам Мумі-троль спав у затишному, теплому будиночку родини Мумі-тролів, жив з року в рік за своїми, чужими йому законами. Мумі-троль бачив, як Мара підвелася і понюхала вмерзлі в землю вуглинки, потім підійшла до гасової лампи Мумі-троля, яка усе ще палахкотіла на вершечку скелі, – і та теж погасла. Мара ще трохи постояла. Вершина скелі спорожніла, усі розійшлися. Мара сповзла униз, на кригу, і розтанула в темряві, така ж самотня, як і раніше. 
Наступного дня Вітрогонка ловить рибу, щоб знову зварити юшку, а Мумі-троль нарешті впродовж кількох хвилин бачить сонце (це символізує початок поступового кінця зими). Сонце знову "ховається", і розлючений Мумі-троль відчиняє шафу в купальні, спеціально порушивши заборону Вітрогонки. Він випадково звільняє із шафи якусь дивну істоту, яка насправді є духом його далекого пращура. Пращур спочатку розміщується на люстрі в Мумі-будинку, пізніше переставляє всі меблі, зрештою ховається в печі (там йому затишно). Мумі-троль із подивом розуміє, що в цьому новому гармидері з'являється приємне місце для нього самого: "Зате тепер, у вузькому закапелку між скринею, кріслом-гойдалкою та спинкою дивана, йому було дуже затишно й анітрохи не самотньо".  

### Розділ п'ятий. Самотні гості
Незабаром у Долину починають прибувати чужинці, яких сувора зима змусила шукати житло і харчі: песик Бідась, мудрики, Чепуруля, здоровенний Гемуль, крихітка Саломея та інші. Тепер Мумі-троль не має підстав скаржитися на самотність. Навпаки: Гемуль створює надто багато руху й шуму нескінченною балаканиною та катанням на лижах. Гемуль пробує навчити Мумі-троля кататися на лижах, але невдало. Галасливий шукач пригод дратує Мумі-троля, тому вони з Вітрогонкою домовляються переконати цього фаната лижного спорту податися в Самотні Гори, збрехавши, що там, мовляв, крутіші та гарніші схили, ніж на пагорбах біля Мумі-долини. Але насправді Гори дуже високі та небезпечні: там можна легко розбитися й загинути. А ось Маленька Мю завдяки Гемулю добре навчилася кататися на лижах.    
Мумі-троль відчуває сильні докори сумління, коли пробує переконати Гемуля перебратися з Долини в небезпечні гори. Наприкінці діалогу не витримує та просить співрозмовника залишитися в Долині, зізнається, що схили Гір не придатні для спуску на лижах. Гемуль погоджується. Незабаром біженці, що знайшли притулок у Мумі-долині, починають любити Гемуля, оскільки одного разу він навіть рятує крихітку Саломею, яку засипало снігом.      
Мумі-троль потрапляє в заметіль, але пригода завершується щасливо, тож малюк зовсім перестає боятися зими. Тим часом самотній і сором'язливий пес Бідась чалапає на зустріч із вовками, помилково вважаючи їх своїми друзями. Вовки оточують Бідася, готуючись убити й з'їсти песика, проте останнього рятує Гемуль, який усе-таки вирішив податися в Самотні Гори разом із Саломеєю. Бідась приєднується до них.      

### Розділ шостий. Перша весна
Коли стає тепліше, "гості" покидають Долину. Мумі-троль і Вітрогонка відчувають настання весни. Мумі-троль рятує необачну Маленьку Мю, якій загрожувала загибель посеред криги, що тріщала й ламалася під натиском води. Після цього подвигу герой сильно застуджується, тому йде додому, щоб прийняти ліки. По дорозі він зустрічає воскресле Білченя, але для себе так і не може зрозуміти: смерть Білченяти була насправді чи це тільки оманливий сон?
Хворий Мумі-троль лежить у ліжку, чхає і кашляє, ніяк не може зігрітися. На щастя, від шуму нарешті прокидається Мумі-мама. Вона швидко й спокійно лікує застудженого сина; той зізнається, що зимові біженці спорожнили всі запаси слоїків із варенням, а на кухні "не прибрано і посуд брудний". Мама не сердиться. Мумі-троль також просить не розпалювати вогню в печі, бо тепер там мешкає їхній пращур. Малюк показує Мамі сніг, а Вітрогонка та Маленька Мю розповідають їй про спільні зимові пригоди. Незабаром прокидаються Мумі-тато та Хропся, і Мумі-троль думає, чи зуміє він колись розповісти Хропсі про свої зимові враження так, щоб вона зрозуміла. Мумі-мама пропонує Туу-Тіккі оселитися в купальні назавжди. 
У фінальній сцені щасливий Мумі-троль біжить по талому снігу назустріч весняному морю. Заплющивши очі, намагається уявити "як то було, коли крижаний панцир моря зливався на крайобрії з зимовою пітьмою". 
Український переклад цього художнього твору є у вільному доступі за посиланням: https://www.ukrlib.com.ua/world/printit.php?tid=668

## Макрообраз зими
Зима символізує складний період в історії дорослішання Мумі-троля. Оскільки його батьки продовжують перебувати в стані глибокого зимового сну, Мумі-троль мусить самостійно вчитися жити в зимовому світі. Проте насправді він не сам: на допомогу приходять Туу-Тіккі (Вітрогонка) і її мишки-помічниці, а пізніше — Маленька Мю. Туве Янссон показує читачеві, що зима є небезпечною для необачних: Білченя гине від дотику Великої Холоднечі, що постає в образі гарної Крижаної Пані. Утім, це не обов'язково "реальна" смерть, адже похорону так і не відбувається, а пізніше Мумі-троль знову зустрічається з Білченям (тому трагедія з тваринкою могла насправді бути маренням чи сном головного персонажа). 
Спочатку Мумі-троль боїться зими, уважає її ворогом. У перших розділах твору Мумі-троль активно комунікує лише з Мю і Туу-Тіккі, а Туве Янссон (яка також була художницею) багато уваги надає опису зимових пейзажів, що сповільнює темп розповіді. Натомість у четвертому розділі коло персонажів розширюється: якщо спочатку Вітрогонка оберігала Мумі-троля в новому для нього світі, то тепер уже сам головний герой мусить думати про допомогу біженцям, які рятуються від холоду та голоду в його будинку.  

Поступово троль стає мудрішим: звільняється від страху перед зимою і починає краще розуміти засипаний снігом простір: 
Мумі-троль розпростер лапки і полетів. – Лякай мене, зимо, скільки хочеш! – захоплено промовляв він сам до себе. – Я тебе розгадав! Ти анітрохи не страшна, треба лиш запізнатися з тобою. Тепер мене вже не ошукаєш!